# Tourterelle pleureuse
Streptopelia decipiens
Espèce
Statut de conservation UICN

 LC  : Préoccupation mineure
La Tourterelle pleureuse (Streptopelia decipiens) est une espèce d’oiseaux appartenant à la famille des Columbidae.
Cet oiseau est répandu en Afrique subsaharienne (rare en Afrique centrale et australe).